# Йосиф Цако
Йосиф Цако (рум. Iosif Czako, 11 червня 1906, Решица, Австро-Угорщина — 12 вересня 1966, Решица, Румунія) — румунський футболіст, що грав на позиції захисника, зокрема, за клуб «Решица», а також національну збірну Румунії.
Чемпіон Румунії. 

## Клубна кар'єра
У футболі дебютував 1928 року виступами за команду «Решица», в якій провів три сезони. 
Протягом 1935—1936 років захищав кольори «Ораді».
Завершив професійну ігрову кар'єру у клубі «Кришана», за команду якого виступав протягом 1936—1937 років.

## Виступи за збірну
1930 року дебютував в офіційних матчах у складі національної збірної Румунії. Протягом кар'єри у національній команді, яка тривала 2 роки, провів у її формі 2 матчі.
У складі збірної був учасником чемпіонату світу 1930 року в Уругваї, де зіграв проти Уругваю (0:4).

### Матчі в складі збірної
1. 15 вересня 1929. Софія. Болгарія 2:3 Румунія (товариський матч)
2. 21 липня 1930. Монтевідео. Уругвай 4:0 Румунія (ЧС-1930)

Помер 12 вересня 1966 року на 61-му році життя.

## Титули і досягнення
- Чемпіон Румунії (1):

«Решица»: 1930-1931